# Feike de Boer
Pour les articles homonymes, voir de Boer.
Feike de Boer, né à Goingarijp le 17 janvier 1892 et mort à Amsterdam le 15 août 1976, est une figure de la Résistance et homme politique néerlandais, membre du Parti d'État libéral. Il est bourgmestre d'Amsterdam de mai 1945 à mars 1946, succédant à Edward Voûte, destitué à la fin de la Seconde Guerre mondiale pour collaboration avec les occupants allemands.

## Biographie
Feike de Boer naît de Rients Feikes de Boer et Aaltje Tjommes Elzinga.
Même si Feike de Boer a un mandat très court à la mairie d'Amsterdam (près de dix mois ; il parle « des 300 jours »), il est parmi les maires de la ville les plus connus, car étant l'une des grandes figures de la Résistance aux Pays-Bas mais aussi par son caractère. En son honneur, une nouvelle devise est donnée à la ville : Heldhaftig, Vastberaden, Barmhartig soit « Héroïque, résolu, charitable ».